# Myrmeciza squamosa
Myrmeciza squamosa là một loài chim trong họ Thamnophilidae.